# Futbol Club Casa del Benfica
El Futbol Club Casa del Benfica és un club andorrà de futbol de l'Aldosa, a la parròquia de La Massana.
Jugà dues temporades a la primera divisió el 2007/08 i 2010/11. L'any 2014 no es va inscriure a la competició i es dissolgué.

## Palmarès
- 2 Segona Divisió: 2006/07, 2009/10